# 徐莹 (1964年)
徐莹（1964年6月—），江苏兴化人，汉族，中国共产党党员。中华人民共和国政治人物、第十三届全国人民代表大会江苏省代表。

## 生平
2018年，徐莹被选为江苏省出席第十三届全国人民代表大会代表。